# Amt Voerde (Niederrhein)
Das Amt Voerde (Niederrhein) war bis 1950 ein Amt im Regierungsbezirk Düsseldorf in der preußischen Rheinprovinz und in Nordrhein-Westfalen. Es ging aus der Bürgermeisterei Götterswickerhamm hervor.

## Bürgermeisterei Götterswickerhamm
Bei Einführung von Verwaltungsstrukturen nach französischem Vorbild im Großherzogtum Berg wurde 1808 im Kanton Dinslaken des Arrondissements Essen im Département Rhein auch die Mairie (Bürgermeisterei) Götterswickerhamm eingerichtet. Nachdem das Rheinland 1814 an Preußen gefallen war, wurde aus der Mairie die preußische Bürgermeisterei Götterswickerhamm. Diese kam 1816 zum neuen Kreis Dinslaken, der 1823 im Kreis Duisburg aufging. Die Bürgermeisterei Götterswickerhamm umfasste die Landgemeinden Görsicker, Löhnen, Mehrum, Möllen, Spellen und Voerde.
Die Bürgermeisterei kam 1874 zum Kreis Mülheim an der Ruhr, 1887 zum Kreis Ruhrort und 1909 zum Kreis Dinslaken.

## Bürgermeisterei und Amt Voerde (Niederrhein)
Der Name der Bürgermeisterei wurde 1911 in Voerde (Niederrhein) geändert. Die beiden Gemeinden Mehrum und Görsicker wurden 1913 in die Gemeinde Löhnen eingegliedert. Möllen und Spellen wurde 1922 in die Gemeinde Voerde (Niederrhein) eingegliedert. Die Bürgermeisterei Voerde umfasste seitdem noch die beiden Gemeinden Löhnen und Voerde (Niederrhein).
Am Ende des Jahres 1927 wurde die Bezeichnung aller rheinischen Landbürgermeistereien in „Amt“ geändert. Die Bürgermeisterei Voerde (Niederrhein) hieß nun Amt Voerde (Niederrhein). Am 1. April 1950 wurde Löhnen in die Gemeinde Voerde (Niederrhein) eingegliedert, womit das Amt Voerde erlosch.

## Einwohnerentwicklung
| Jahr | Einwohner | Quelle |
| ---- | --------- | ------ |
| 1828 | 3.279     | [ 9 ]  |
| 1871 | 4.422     | [ 10 ] |
| 1885 | 5.215     | [ 11 ] |
| 1895 | 5.891     | [ 12 ] |
| 1905 | 6.291     | [ 13 ] |
| 1910 | 7.637     | [ 14 ] |
| 1933 | 10.969    | [ 15 ] |
| 1939 | 10.946    | [ 15 ] |
| 1950 | 14.030    | [ 16 ] |

## Bürgermeister
- 1806–182300Jan Leo de Brauin
- 1823–185100Peter Friedrich Noot
- 1851–185400Gustav Landmann
- 1854–187500Karl von der Mark
- 1875–187800Otto Bender
- 1878–188000Alexander von Berkenfeld
- 1880–189100von Lilienhoff-Zwowitzki
- 1891–189400Dihm
- 1895–189700Brandtscheid
- 1898–190300Weber
- 1903–192100Heinrich Giesen
- 1921–192600Ernst Jaeger
- 1926–194400Max Schlössin
- 19450000000Hermann Bosserhoff
- 1944–194600Nikolaus Hoffmann
- 19460000000Heinrich Bruch
- 1946–194800Aloys Overkamp
- 1948–195000Johannes Küttemann

Ab 1928 Amtsbürgermeister